# Іскандер (ОТРК)
«Іскандер» (рос. Исканде́р, індекс комплексу — 9К720, за класифікацією МО США і НАТО — SS-26 Stone) — російський оперативно-тактичний ракетний комплекс. Розроблений на Коломенському КБ Машинобудування (КБМ). Почав розроблятися в 1988 році, вперше представлений в 1999 році, серійно виробляється з 2005 року. Здійснює запуск ракет класу земля-земля різних типів: балістичні «Іскандер», «Іскандер-М», «Іскандер-Е», крилаті «Іскандер-К».
Є подальшим розвитком ОТРК 9K714 «Ока». Максимальна дальність ураження цілі балістичними ракетами з ОТРК «Іскандер-М» — не менше 500 км (оголошена публічно) і може сягати 700 км (за експертними оцінками, при застосуванні ядерної боєголовки або полегшеної звичайної). Існує модифікація для пуску крилатих ракет 9М729 з максимальною дальністю до 2500 км.

## Історія розробки
Мобільна ракетна система «Іскандер» стала другою спробою Росії замінити ракету «Ельбрус». Перша спроба, ОТР-23 «Ока», була ліквідована в рамках Договору про ліквідацію ракет середньої та меншої дальності (ДРСМД). Робота над проєктуванням Іскандера розпочалася в грудні 1988 року під керівництвом конструктора ракетного озброєння КБМ Сергія Непобєдімого та не зазнала суттєвого впливу після розпаду СРСР у 1991 році.
Перший успішний запуск відбувся у 1996 році.
У вересні 2004 року на нараді з високопосадовцями оборонного відомства, що звітували перед президентом Володимиром Путіним про підготовку оборонного бюджету на 2005 рік, міністр оборони Росії Сергій Іванов повідомив про завершення статичних випробувань нової тактичної ракетної системи Іскандер. Він зазначив, що систему почнуть масово виробляти у 2005 році, а до кінця того ж року Росія матиме бригаду, оснащену цією системою.
У березні 2005 року джерело в російській оборонній промисловості повідомило агентству «Інтерфакс-АВН» про можливість розробки нових ракет із дальністю 500–600 кілометрів на базі існуючих тактичних ракетних систем «Іскандер-Е». Однак він зазначив, що «це може зайняти п'ять або шість років».
У 2006 році було розпочато серійне виробництво тактичної балістичної ракетної системи «Іскандер-М», і система була прийнята на озброєння російської армії. У 2014 році було повідомлено, що вартість виробництва цієї системи зменшили на третину шляхом скорочення націнки у 20% на кожному етапі постачання компонентів з накопичених 810% до націнки 21%, яка застосовувалася лише до готової продукції.
У листопаді 2016 року російські військові оголосили про модернізацію системи «Іскандер-М». Кілька країн виявили інтерес до закупівлі експортної версії «Іскандера», однак про таку можливість було оголошено лише на початку лютого 2017 року.
Сполучені Штати заявили, що крилаті ракети 9М728/9М729 (SSC-X-7/SSC-X-8), які використовуються у версії «Іскандер-К», порушують ДРСМД, оскільки їхня оцінювана дальність перевищує 500 кілометрів.

## Призначення
Ракетний комплекс «Іскандер» призначений для ураження бойовими частинами у звичайному спорядженні малорозмірних і площинних цілей у глибині оперативної території військ противника. Передбачається, що може бути засобом доправлення тактичної ядерної зброї.
Найбільш ймовірні цілі: засоби вогневого ураження (ракетні комплекси, реактивні системи залпового вогню, далекобійна артилерія); засоби протиракетної і протиповітряної оборони; літаки та гвинтокрили на аеродромах; командні пункти та вузли зв'язку; найважливіші об'єкти цивільної інфраструктури.

## Бойові характеристики

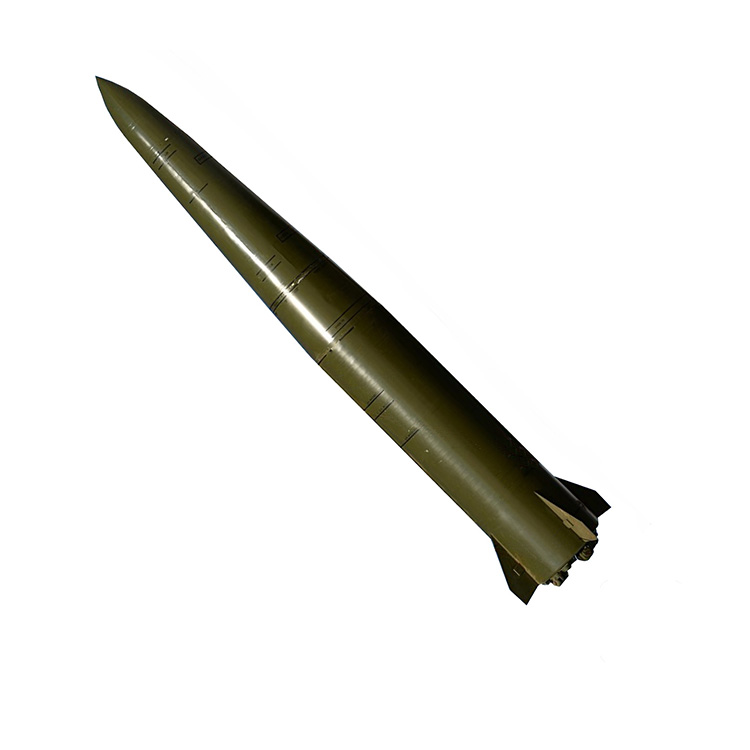
_{Балістична ракета 9М723}

- Кругове імовірне відхилення: 10—30 м (залежно від застосовуваної системи наведення); 5—7 м («Іскандер-М» із застосуванням ракети з кореляційною ДБН);
- Стартова маса ракети: 3 800 кг;
- Маса бойової частини: 480 кг (але може бути зменшена для досягнення більшої дальності);
- Довжина 7,2 м;
- Діаметр 920 мм;
- Швидкість ракети після початкової ділянки траєкторії: 2 100 м/c. Максимальні перевантаження в процесі польоту — 20-30G (ракета маневрує в польоті як по висоті, так і по напрямку польоту). Максимальна висота траєкторії — 50 км;
- Підлітний час на мінімальну дальність 50 км: 23 с.
- Підлітний час на максимальну дальність 500 км: 238 с.
- Мінімальна дальність ураження цілі: 50 км;
- Максимальна дальність ураження цілі: 500 км «Іскандер-М», 500 км Іскандер-К (500 км з крилатою ракетою Р-500, за деякими джерелами до 700 км), 280 км Іскандер-Е (експортний).
- Наведення: ІНС, ГЛОНАСС, Оптична ДБН;
- Час до пуску першої ракети: 4—16 хвилин;
- Інтервал між запусками: 1 хвилина (для пускової установки 9П78 з двома ракетами);
- Температурний діапазон експлуатації: від -50 °C до 50 °C;
- Термін експлуатації: 10 років, зокрема три роки в польових умовах.

### Склад комплексу
До складу комплексу входять шість типів машин (51 одиниця на ракетну бригаду):
- 'Самохідна пускова установка (СПУ)'  (9П78-1) 12 шт. — Призначена для зберігання, транспортування, підготовки і запуску по цілі двох ракет. Іскандер може бути виконаний на основі спеціального колісного шасі виробництва Мінського заводу колісних тягачів (МЗКТ-7930). Повна маса 42 т, корисне навантаження 19 т, швидкість пересування по шосе / ґрунтовій дорозі 70/40 км / год, запас ходу по паливу 1000 км. Розрахунок 3 людини.
- 'Транспортно-заряджальна машина (ТЗМ)'  (9Т250 (9Т250Е)) 12 шт. — Призначена для транспортування додаткових двох ракет. Виконана на шасі МЗКТ-7930, оснащена вантажним краном. Повна бойова маса 40 т. Розрахунок 2 людини.
- 'Командно-штабна машина (КШМ)'  (9С552) 11 шт. — Призначена для управління всім комплексом «Іскандер». Виконана на колісному шасі КАМАЗ 43101. Радіостанція Р-168-100КАЕ «Акведук». Розрахунок 4 людини. Характеристики КШМ:
  - максимальна дальність радіозв'язку на стоянці / на марші: 350/50 км;
  - час розрахунку завдання для ракет: до 10 с;
  - час передачі команд: до 15 с;
  - число каналів зв'язку: до 16:
  - час розгортання (згортання): до 30 хвилин;
  - час безперервної роботи: 48 годин.
- 'Машина регламенту і технічного обслуговування (МРТО)'  — призначена для перевірки бортової апаратури ракет і приладів, для проведення поточного ремонту. Виконана на колісному шасі КамАЗу. Маса 13,5 тонн, час розгортання не перевищує 20 хвилин, час автоматизованого циклу регламентної перевірки бортової апаратури ракети — 18 хвилин, розрахунок 2 людини.
- 'Пункт підготовки інформації (ППІ)'  (9С920, КАМАЗ 43101) — призначена для визначення координати цілі і підготовки польотних завдань для ракет з подальшою їх передачею на СПУ. ППІ пов'язаний із засобами розвідки і може отримувати завдання і призначені цілі з усіх необхідних джерел, в тому числі із супутника, літака або БПЛА. Розрахунок 2 людини.
- 'Машина життєзабезпечення (МЖО)'  14 шт. — Призначена для розміщення, відпочинку та харчування бойових розрахунків. Виконана на колісному шасі КАМАЗ 43118. Машина має в своєму складі: відсік відпочинку і відсік побутового забезпечення. Відсік відпочинку має 6 спальних місць вагонного типу з відкидними верхніми лежаками, 2 рундуки, вбудовані шафки, вікно, що відкривається. Відсік побутового забезпечення має 2 рундуки з сидіннями, складаний підйомний стіл, систему водопостачання з баком на 300 літрів, бачок для підігріву води, насос для перекачування води, систему зливу, мийку, сушарку для одягу і взуття.
- 'Комплект арсенального обладнання'  і  'навчально-тренувальні засоби' [14].

## Модифікації

### Огляд
- Іскандер-М — варіант для російських збройних сил, 2 балістичні ракети 9М723 на ПУ, дальність стрільби до 500 км (офіційно, але може сягати 700 км за експертними оцінками, при застосуванні ядерної боєголовки або полегшеної звичайної).
- Іскандер-Е — експортний варіант Іскандер-М.  Дальність стрільби обмежена до 280 км.
- Іскандер-К — варіант з використанням крилатих ракет Р-500, дальність стрільби 500 км, маса БЧ 480 кг. Висота польоту ракети близько 7 метрів при виході на ціль, і не вище 6 км, ракета автоматично коригується весь час польоту і автоматично огинає рельєф місцевості.

### 9К720 «Іскандер-М»
Іскандер-М — варіант для російських збройних сил, 2 балістичні ракети 9М723 на ПУ, дальність стрільби до 500 км (офіційно, але може сягати 700 км за експертними оцінками, при застосуванні ядерної боєголовки або полегшеної звичайної).
Висота польоту 6-50 км, велика частина зазвичай проходить на максимальній висоті. Керована протягом всього польоту. Траєкторія не балістична, важкопрогнозована. Ракета виконана за технологією малої помітності радіолокації і також має радіопоглинаюче покриття. Прогнозування цілі при спробі раннього перехоплення додатково ускладнюється інтенсивним маневруванням при зльоті і при спуску до цілі.

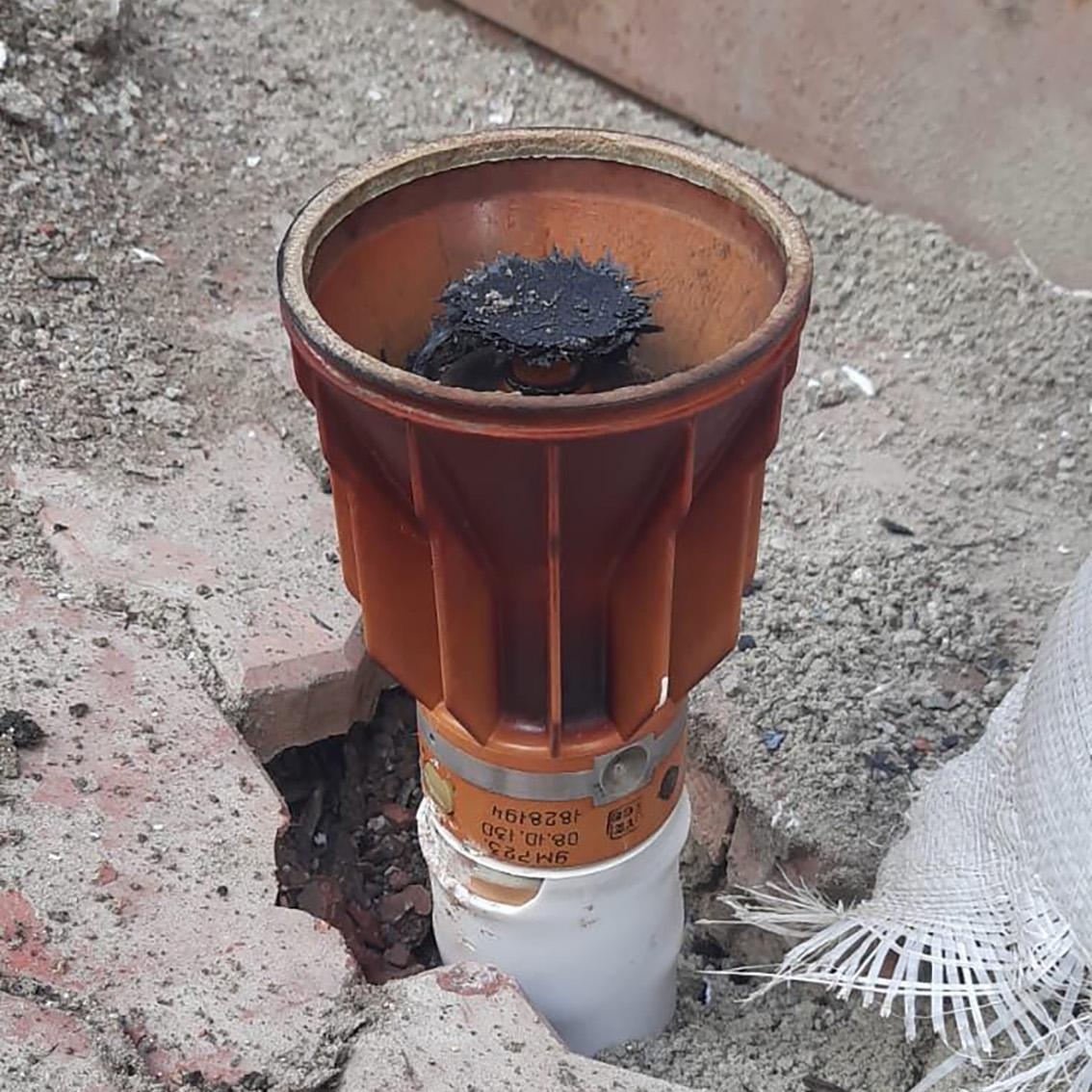
Хибна пастка 9Б899 після падіння на землю. Чернігівська область, 2022 рік

При спуску до цілі ракета маневрує з перевантаженням 20-30 одиниць, опускаючись на швидкості 700—800 м/с (ці показники перевищують або знаходяться на межі можливостей кращих систем ПРО/ППО середнього рівня дальності), під кутом близько 90° (у деяких випадках такого кута атаки достатньо для повної беззахисності атакованого комплексу ПРО, і тим більше ППО, особливо малої дальності), таким чином Іскандер-М має низку переваг над аналогами і високі можливості не просто ураження цілі, але навіть засобів захисту від сучасних систем ПРО[джерело?].
Серед уламків застосованих проти України ракет в лютому 2022 року були помічені досі невідомі широкому загалу суббоєприпаси, які отримали неофіційне позначення 9Б899 (англ. 9B899) в каталозі організації CAT-UXO. Подальше розслідування встановило, що це — хибні цілі (англ. decoy), які випускає основна ракета в кількості до шести одиниць аби збити з пантелику системи протиракетної оборони. Ці пастки можуть вводити в оману РЛС або ж ракети з інфрачервоними головками самонаведення, або ж ставити завади для РЛС підсвічування цілі чи радіокомандним каналам управління зенітними ракетами у ЗРК.
11 січня 2020 року в Казахстані, у Байганинському районі Актюбінської області, впали уламки ракети, дуже подібні на уламки ракети комплексу «Іскандер-М». При цьому пуск відбувся з 4-го Державного центрального міжвидового полігону Росії («Капустин Яр»). Таким чином, фактична відстань польоту впевнено перевищила 650 км.
Трохи згодом було поширене повідомлення, що насправді уламки не від ракети комплексу «Іскандер-М», а невідомо ким запущеної та неназваної «дослідницької ракети», призначеної для «вивчення верхніх шарів атмосфери».
Є подальша модифікація 9К720М1 «Іскандер-М1» — варіант зі СПУ 9П701 та ТЗМ 9Т256, що несуть по 4 КР 9М729 (офіційно дальність 480 км).

### Х-47М2 «Кинджал»
В березні 2018 року Володимир Путін оголосив про створення в Росії низки сучасних зразків озброєнь. Серед наведених прикладів була названа нова гіперзвукова ракета повітряного базування. На показаному демонстраційному ролику запуск був здійснений з МіГ-31, а ракета нагадувала за зовнішнім виглядом та габаритами ракету комплексу «Іскандер». Про нову модифікацію відомо лише те, що вона має назву Х-47М2 «Кинджал» та здатна вражати великі кораблі. Іншим прикладом новітньої зброї була крилата ракета з ядерною силовою установкою та «необмеженим» радіусом дії. Начебто Росія навіть здійснила випробувальні пуски прототипів у 2017 році (що дало підстави до спекуляцій на темі зафіксованих протягом того ж року викидів ізотопу йоду-131 у Європі).
Трохи згодом, в березні, російські ЗМІ повідомили про успішне випробування Х-47М2 «Кинджал». Ракета була запущена з «унікального» МіГ-31 (без уточнення в чому полягає його унікальність, хоча на відео він виглядає як МіГ-31БМ). Жодних додаткових деталей розкрито не було.
9 травня 2018 року пара МіГ-31, озброєних ракетами «Кинджал», взяла участь у військовому параді Перемоги в Москві.

### Іскандер-К

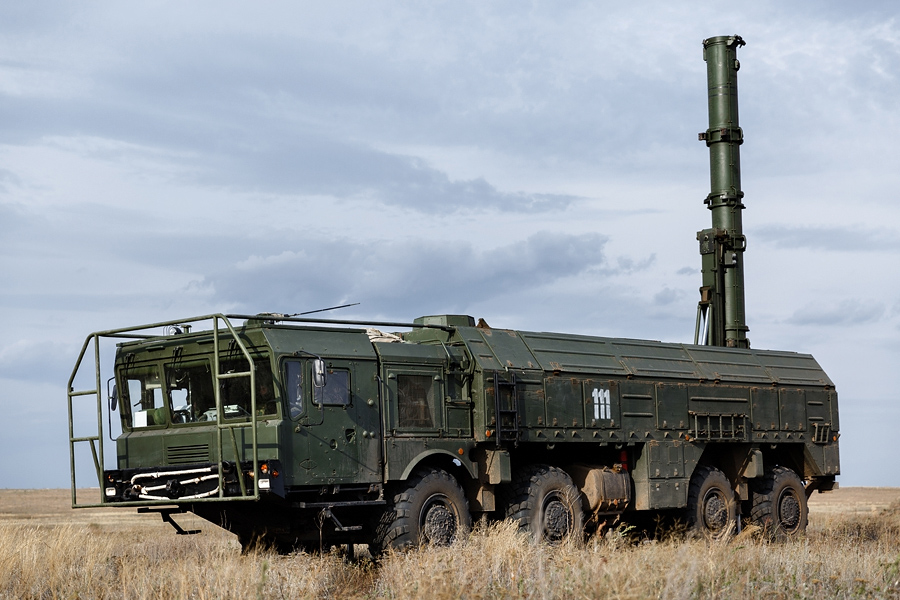
Російський «Іскандер-К» на військових навчаннях «Центр-2015»

Існувала помилкова думка, що випробування крилатої ракети Р-500 велись у рамках створення ракетного комплексу «Іскандер-К». Проте, приблизно в 2010 році стало остаточно зрозуміло, що комплекс «Іскандер» має модульну конструкцію, а крилаті ракети типу Р-500 є лише одним із вогневих засобів ураження цього комплексу та роботи над їхнім створенням відбуваються в рамках робіт над ОКР «Іскандер-М».
Відомо про існування щонайменше двох основних модифікацій крилатих ракет для ОКР «Іскандер-М» — крилата ракета Р-500/9М728 (створена ДКБ «Новатор», м. Єкатеринбург) з максимальною дальністю до 500 км та 9М729 (спершу отримала кодове позначення МО США SSC-X-8, проте на початку 2017 року вже SSC-8) з максимальною дальністю (за оцінками) до 2500 км, створена на основі крилатої ракети морського базування «Калібр-НК».
Роботи над створенням ракети Р-500 велись, щонайменше, починаючи з 1998 року. Перший пуск ракети Р-500 з СПУ-9П78-1 був здійснений на полігоні Капустін Яр 29 травня 2007 року. Державні випробування комплексу планувалось розпочати в 2008 році, а в 2009 взяти на озброєння. Натомість, ракета 9М728 прийнята на озброєння в 2013 році.
Проте основну проблему становить ракета 9М729, яка ймовірно є сухопутною модифікацією крилатих ракет 3М14 «Калібр» (кодове позначення МО США та НАТО SS-N-30A). Дана модифікація порушує Договір про ліквідацію ракет середньої та малої дальності оскільки крилата ракета з дальністю 2500 км підпадає під визначення крилатої ракети середньої дальності сухопутного базування.
Також існують підстави вважати, що відмінності між 3М14 («Калібр» для російських військових, дальністю до 2500 км) 3М14Э (експортний варіант «Калібру» з максимальною дальністю 300 км) 9М728 та 9М729 недостатньо істотні, та всі ці ракети становлять єдине сімейство крилатих ракет, які мають надзвичайно схожий зовнішній вигляд і габарити.
27 листопада 2012 року адміністрація Президента США Барака Обами поінформувала комітет із закордонних справ сенату про порушення Росією угоди. Офіційно жодної інформації про порушення публічно повідомлено не було, проте журналісти підозрювали, що може йтись про балістичні ракети РС-26 «Ярс-М» або РТ-2ПМ «Тополь».
В лютому 2017 року газета New York Times написала, що спроби адміністрації Барака Обами переконати російське керівництво відмовитись від подальших робіт над новою системою в порушення угоди не дали бажаного результату. Було підтверджено розгортання Росією двох батальйонів озброєних новою системою крилатих ракет наземного базування SSC-8 (при цьому підкреслено, що відсутність літери «X» в коді означає бойову готовність системи).
Оскільки пускові установки для балістичних ракет надзвичайно схожі з пусковими установками для крилатих ракет (які порушують угоду), це ускладнює відстеження пускових установок з крилатими ракетами, а за умовами угоди — всі пускові установки «Іскандер-М» слід вважати такими, що порушують угоду.
В листопаді 2016 року Сполучені Штати скликали перше за 13 років засідання верифікаційної комісії, на яку були запрошені представники Росії, Білорусі, Казахстану та України. Російська сторона відкинула будь-які звинувачення в порушенні угоди. 8 березня 2017 року на слуханнях в Конгресі заступник голови Об'єднаного комітету начальників штабів США генерал Пол Селва підтвердив, що Росія створила модифікацію ОТРК «Іскандер» з крилатими ракетами наземного базування чим порушила «дух та призначення» Угоди. 26 червня 2017 року розвідувальна служба американських ВПС (англ. U.S. Air Force National Air and Space Intelligence Center) оприлюднила доповідь, в якій було вказано, що крилата ракета 3М14 має модифікацію для пуску з землі. Натомість в оновленому варіанті доповіді, який з'явився у серпні того ж року, про цей варіант вже не було згадано. Разом із небажанням американських високопосадовців офіційно та публічно назвати ракетну систему, яка порушує Договір, це рішення повернуло дебати в початкову точку. 13 лютого 2018 року Директор Національної розвідки США Деніел Коатс в щорічній доповіді про основні загрози безпеці Сполучених Штатів повідомив, що американська розвідка вважає, що Росія створила крилату ракету наземного базування в порушення Договору про ліквідацію ракет середньої та малої дальності. Проте назви ракетного комплексу, його ТТХ, та кількість виготовлених одиниць названо не було.
На військово-технічному форумі Армія-2017 була продемонстрована пускова установка комплексу «Іскандер», на якій було встановлено дві ракети — звичайну балістичну, та пусковий стакан крилатих ракет сімейства «Калібр».

#### 9М727
З 2022 з'являються свідчення про дослідження будови однієї з найсучасніших модифікацій «Іскандер-К» — крилатої ракети 9М727, здатної маневрувати на малій висоті до цілі й уражати з високою точністю. Для цього на ракеті встановлений потужний комп'ютер, який здатний отримувати дані з різних інерційних і активних датчиків та командних каналів і перетворювати їх на інструкції щодо маніпулювання керуючими поверхнями ракети. Він знаходиться всередині теплозахисного екрана, здатного витримувати перевантаження при прискоренні ракети та перегрів під час польоту. За свідченнями спеціалістів Королівського інституту об'єднаних сил (RUSI) переважна більшість електронних компонент — продукція компаній з США.

## Типи головних частин
ОТРК «Іскандер» може застосовувати широкий набір бойових частин ракет. Основними типами бойових частин є такі:
- Для ураження цілей на площі та техніки в окопах служить касетна бойова частина з дистанційним підривом у повітрі 54 бойових елементів.
- Для ураження бункерів служить бетонобійна бойова частина.
- Для ураження точкових цілей служить зазвичай осколково-фугасна бойова частина.

Є інші бойові частини для виконання нетипових завдань.

### Касетні бойові частини

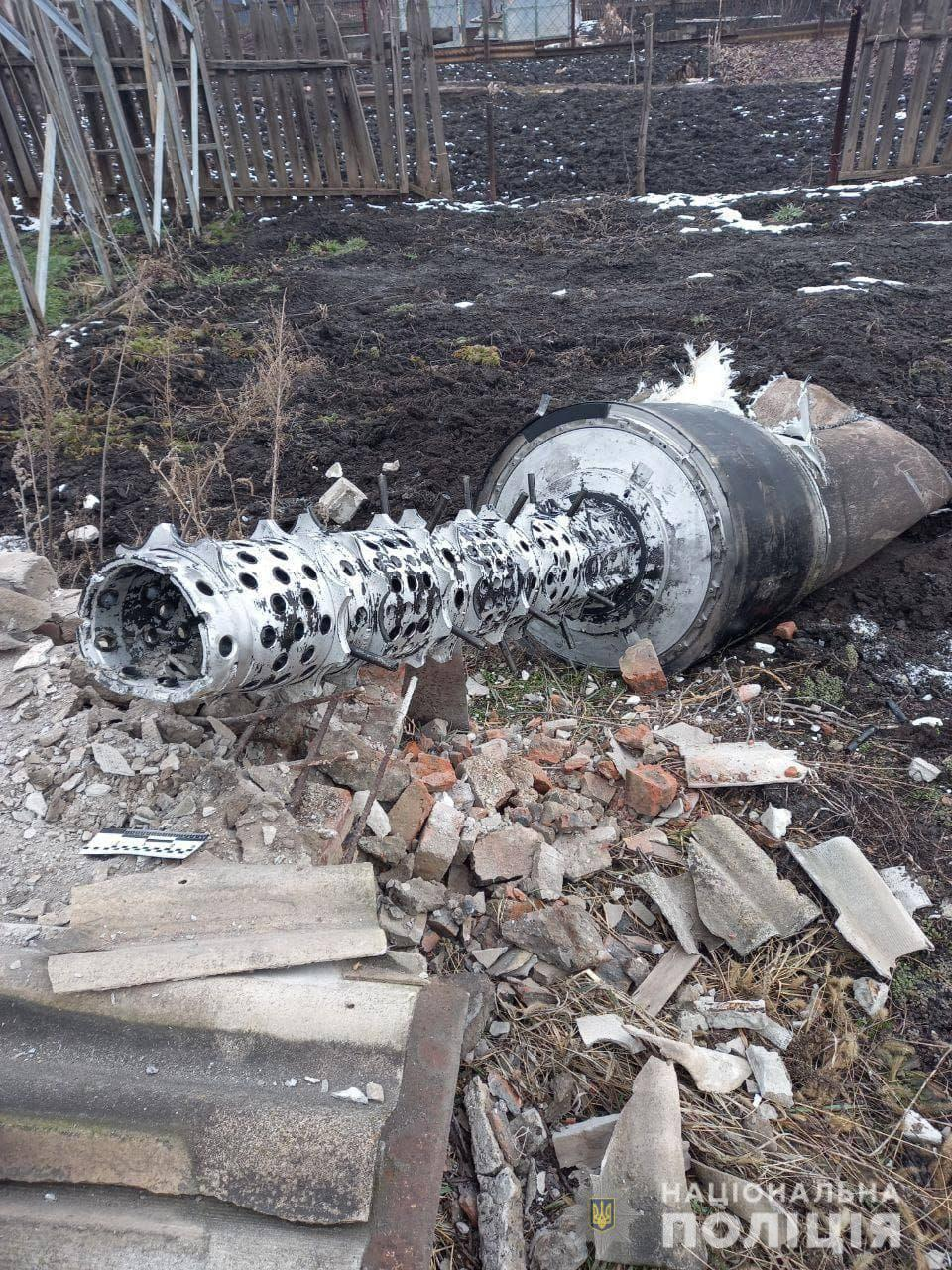
Уламки касетної бойової частини балістичної ракети ОТРК «Іскандер-М», залізнична станція Шпичкине, смт Ясногірка, березень 2022 року

Для ураження великих цілей типу військова база, аеродром, вузол ППО/ПРО «Іскандер» може застосовувати широкий асортимент касетних бойових частин. Площа ураження істотно залежить від застосованих касетних бойових елементів. Відомі такі типи для ОТРК «Іскандер»:
- з 54 осколковими бойовими елементами неконтактного підриву, що спрацьовують на висоті близько 10 м над поверхнею землі. Завдяки ураженню осколкам згори має бути нівельовано захист живої сили та техніки в окопах. Дані касетні бойові елементи розкидаються з висоти 0,9-1,4 км та планують обертаючись за командами дистанційного підривача 9Э156 «Зонт», який працює за вбудованим радіовисотоміром та лазерним далекоміром[37][38][39]. Використання лазерних висотомірів покликано забезпечити захист від застосування РЕБ;
- касетна з кумулятивно-осколковими бойовими елементами ПТАБ-2.5КО, здатними пробивати броню даху бронетехніки завтовшки до 20 мм, а також завдавати ураження живій силі осколками;
- касетна з самонавідними власними РЛС та ІЧ ГСН бойовими елементами СПБЭ-Д[40];
- касетна з бойовими елементами об'ємного вибуху для ураження живої сили і техніки посеред забудови та в укриттях. За потужністю об'ємного вибуху касетна бойова частина «Іскандера» перевершує вибух ОДАБ-500П аналогічної маси з суцільним руйнуванням та займанням об'єктів у радіусі 30 метрів за рахунок того, що утворена хмара газу касетних елементів не у формі сфери, а розповсюджується вздовж поверхні землі.

Частина касетних боєприпасів дає можливість здійснити дистанційне мінування ґрунтових доріг:
- натискними мінами ПФМ-1, а також мінами-розтяжками ПОМ-2 «Отёк»;
- протитанковими магнітними мінами ПТМ-3.

### Унітарні бойові частини

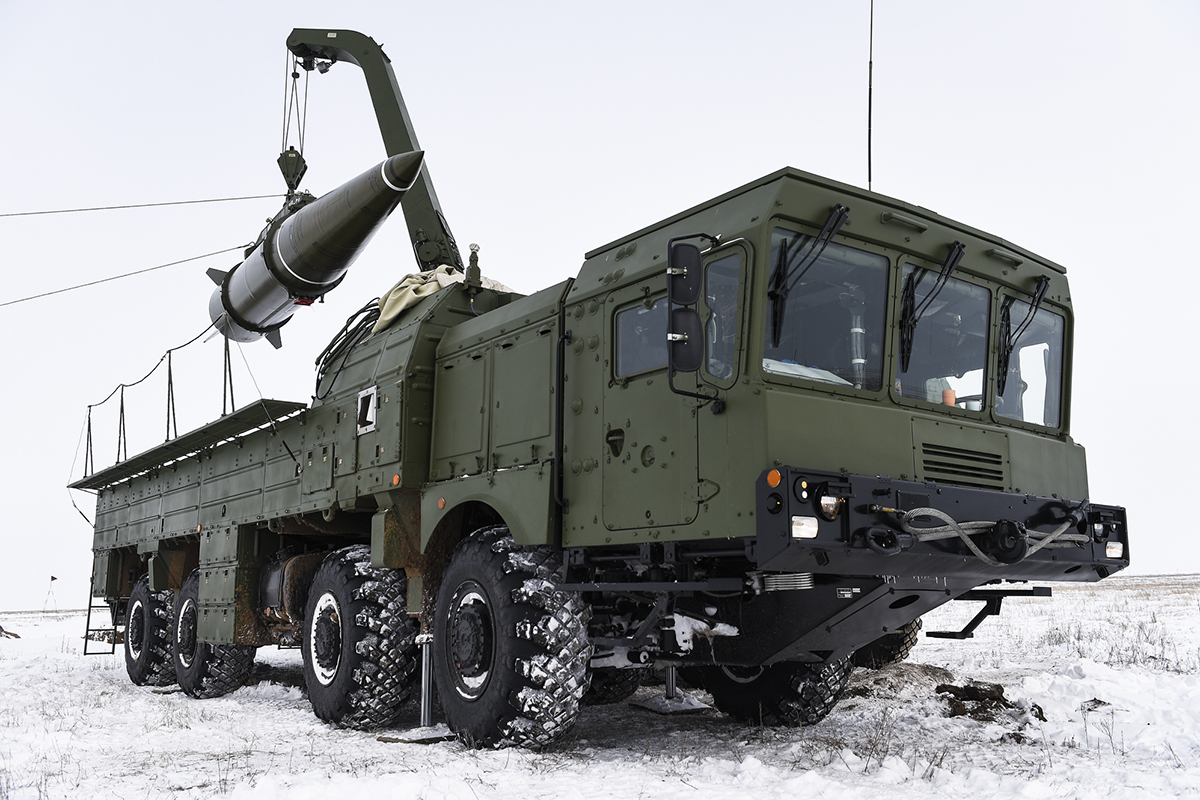
ТЗМ в процесі вивантаження ракети під час стрільби на полігоні Капустін Яр, 5 березня 2018 року

Некасетні бойові частини призначені для знищення точкових укріплених об'єктів, таких як командні бункери, залізобетонні будівлі складів, казарми, сховища паливо-мастильних матеріалів, тощо.
Протибункерний боєприпас схожий на аналогічну за масою авіаційну бомбу БЕТАБ-500У, завдяки кінетичній енергії й міцній оболонці, призначеній для пробиття залізобетонного перекриття до 1,2 метра завтовшки й детонації всередині приміщення.
Осколково-фугасні бойові частини в цілому аналогічні бомбам схожої маси, таким як ФАБ-500, та вражають уламками легкоброньовану техніку на відстані до 70 метрів, а неброньовану техніку, на відстані до 200 метрів.
Також є фугасно-запалювальна для ураження складів боєприпасів та паливо-мастильних матеріалів.

### Ядерні боєприпаси
Також існує спеціальна ядерна бойова частина потужністю до 50 кілотонн.
Станом на 2023 рік за оцінками експертів існувало щонайменше 70 ядерних БЧ, які можуть бути встановлені на «Ісканедр».

## Бойове застосування

### Російсько-грузинська війна

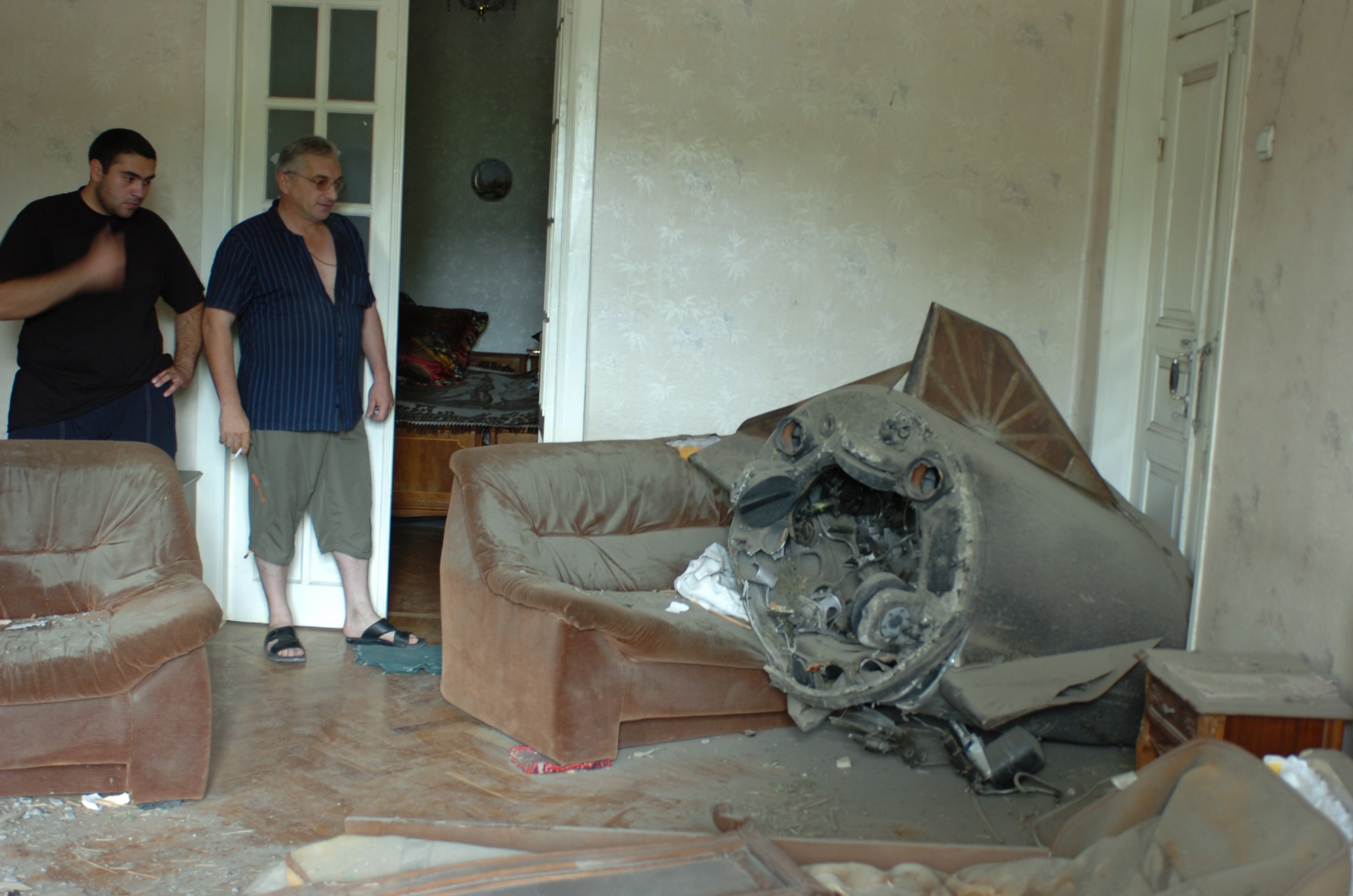
Рештки начебто двигуна SS-26 в будинку в Горі, 25 серпня 2008 року

Російська збройна агресія проти Грузії в серпні 2008 року стала зручним випадком для випробування нового ОТРК в умовах справжньої війни. Спочатку представники Росії категорично заперечували будь-яке застосування комплексів Іскандер в бойових діях, але вже 23 листопада 2011 року «Голос Росії» радісно повідомив, що «офіційні особи визнали використання комплексів Іскандер проти Грузії та підтвердили високу ефективність і статус одного з найточніших і найпотужніших зразків озброєнь в російському арсеналі».
За непідтвердженими даними, ОТРК Іскандер були використані для завдання ударів по базі окремого танкового батальйону в Ґорі, в результаті було знищено 28 танків. Також були невдалі удари по нафтопроводу Баку-Супса і низка вдалих ударів по військово-повітряних базах ВПС Грузії.
Ракетний удар по Ґорі отримав найбільшого розголосу. Станом на 12 серпня 2008 року місто було майже повністю евакуйовано, в ньому залишились переважно іноземні журналісти, які висвітлювали перебіг війни. Внаслідок удару по ринку міста загинуло 10 чоловік, в тому числі журналіст данської телекомпанії RTL. За експертною оцінкою, удар був здійснений 2-3 ракетами з касетною бойовою частиною.

### Російська інтервенція в Сирію

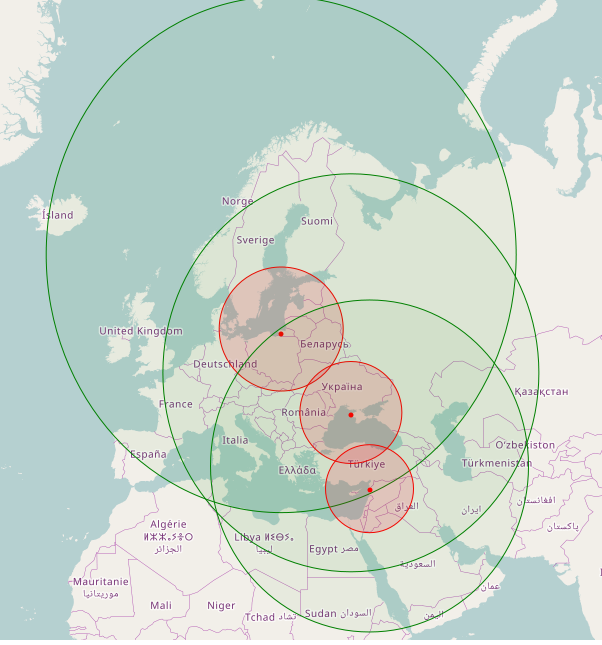
Зона ураження балістичними ракетами (700 км, червоний) та крилатими ракетами (2500 км, зелений) з комплексів «Іскандер» розгорнутих в Калінінградській області, окупованому Криму та на авіабазі «Хмеймім»

У поширеному 27 березня 2016 року репортажі телеканалу «Звєзда» неподалік злітно-посадкової смуги військово-повітряної бази «Хмеймім» була помічена пускова установка комплексу Іскандер-М. Цей комплекс також можна помітити на тому самому місці на супутникових знімках Airbus Defense зроблених 20 березня.
Додаткові докази розгортання ОТРК Іскандер на авіабазі Хмеймім були поширені на початку 2017 року. Супутникові знімки з супутників компанії Imagesat International (ISI) показали присутність щонайменше 4 машин з комплексу Іскандер на авіабазі. Дві з них перебували під камуфляжною сіткою на ґрунтовому майданчику, але, ймовірно, сильний дощ примусив перемістити машини на відкритий асфальтований майданчик, де вони і були зафіксовані супутником.
Під час суперечки з вірменським прем'єр-міністром Ніколом Пашиняном стосовно ефективності комплексів Іскандер-Е російське міністерство оборони поширило відео застосування комплексу «Іскандер-К» (модифікації з крилатими ракетами) у Сирії. Зокрема, було показано удар двома ракетами по лікарні в місті Азаз 15 лютого 2016 року, удар по будівлі в місті Табка, тощо. Тогочасні повідомлення місцевих мешканців про ракетні удари російські військові назвали турецькою дезінформацією.

### Розгортання в Калінінграді
Вперше Росія оголосила плани розмістити в Калінінграді системи Іскандер в 2008 році як відповідь на розгортання системи протиракетної оборони в Європі. Протистояння зі Сполученими Штатами та НАТО російське керівництво використовує як привід для модернізації своїх збройних сил. Зокрема, заплановане поступове зняття з озброєння ОТРК Точка-У, натомість, постановка на озброєння комплексів Іскандер, яка розпочалась в 2006 році, включено в дві програми з переозброєння (до 2015 та до 2020 років).
Відтоді регулярні погрози посилити наступальні сили в Калінінграді (аж до розміщення тактичних ядерних ракет) стало складовою психологічної війни проти навколишніх країн-членів НАТО.
Комплекси Іскандер були перекинуті до Калінінграду на короткий проміжок часу в 2013 році.
В жовтні 2016 року під приводом військових навчань Росія перекинула цивільним вантажним судном до Калінінграду комплекси Іскандер. В зв'язку з перекиданням такої потужної зброї з протестом висловились представники низки сусідніх країн. Так, міністр закордонних справ Литви Лінас Лінкявічюс заявив про можливе порушення угоди про ліквідацію ракет середньої та малої дальності. Разом з попередніми заявами представників США про порушення Росією цієї угоди польські аналітики дійшли висновку, що насправді максимальна дальність балістичних ракет комплексу Іскандер-М може сягати 700 км.
Ймовірно Росія також порушила угоду, коли розпочала роботи над створенням модифікації комплексу Іскандер-К із використанням крилатих ракет на основі Калібр-НК (ймовірно ракета має код ГРАУ 9М729, МО США SSC-X-8, назву Р500). Якщо дальність сухопутного варіанту аналогічна морському (близько 2500 км), крилата ракета із Калінінграду зможе вражати Лондон, Париж, та Мадрид.
З точки зору військових, розміщення комплексів Іскандер-М в Калінінграді посилює можливості із блокування доступу (англ. anti-access area denial) в регіоні: максимальна дальність Іскандер-М не менше 500 км, ЗРК С-400 — близько 400 км, крилаті ракети Калібр, якими озброєні човни Балтійського флоту, не менше 1500 км. Таким чином, на меті таких маневрів стоїть показати готовність Росії блокувати операції НАТО в регіоні Балтійського моря. В зоні ураження балістичними ракетами опинилась військова база в Редзіково, де має запрацювати в 2018 році елементи системи ПРО, а також решта військових авіабаз в Польщі, Литві, Латвії, Естонії, та на сході Німеччини. Під загрозою опинилась територія Чехії та Словаччини. Застосування крилатих ракет розширює зону ураження іще більше. Разом з розгортанням комплексів Іскандер в окупованому Криму Росія створила «ножиці», якими поставила під загрозу східний фланг НАТО.
15 жовтня 2016 року голова оборонного комітету Державної думи РФ Володимир Шаманов заявив, що комплекси Іскандер розгорнуто в Калінінграді на постійній основі та націлено на об'єкти ПРО в Європі та є «відповіддю» на дії НАТО. Міністр закордонних справ РФ Сергій Лавров, наголосив, що «на відміну від американців», Росія розгортає Іскандери на власній території. Також він послався на майбутнє перекидання літаків F-35, «які нестимуть сучасну ядерну зброю», до Європи.
Комплекси Іскандер перебуватимуть в Калінінграді на озброєнні 152-гої ракетної бригади (м. Черняховськ, 54°38′49″ пн. ш. 21°49′34″ сх. д. / 54.647° пн. ш. 21.826° сх. д.). На супутникових знімках та з відкритих джерел було помічено будівництво щонайменше 5-ти тент-мобільних укриттів (рос. тенто-мобильные укрития) для машин з комплексу Іскандер.
За повідомленнями російських ЗМІ, наприкінці 2017 року військові завершили всі приготування для розміщення комплексів на постійній основі. 5 лютого 2018 року міністр оборони Литви Раймундас Каробліс (Raimundas Karoblis) повідомив, що зафіксоване перекидання комплексів Іскандер до Калінінградської області для постійного розгортання. Крім того, стало відомо, що комплекси будуть розгорнуті на постійній основі у Північній Осетії, на базах 12-ї ракетної бригади (м. Моздок).

### Друга карабаська війна
Вірменія стала першим іноземним оператором російських ОТРК в експортній модифікації зі скороченою до 280 км дальністю польоту ракети «Іскандер-Е». Країна отримала 4-8 одиниць цієї зброї у 2016 році.
20 листопада 2020 року азербайджанські військові заявили, що Вірменія активно використовує ОТРК «Точка-У», «Ельбрус» та «Іскандер». Начебто було здійснено чотири пуски ракет з ОТРК «Іскандер», але жодна не змогла уразити ціль.
У лютому 2021 року прем'єр-міністр Вірменії Нікол Пашинян відповідав на закиди екс-президента Вірменії Сержа Саргісяна про невикористання російських ОТРК у війні за Нагірний Карабах. Пашинян, натомість, підтвердив застосування цих ОТРК та заявив про їхню низьку ефективність. За його словами випущені ракети «Іскандер» «не вибухали або вибухали, наприклад, на 10 %.»
У відповідь міноборони Росії заявило, що за російськими даними вірменські військові комплекси Іскандер-Е не використовували, а комплекси 9К720-Е «Іскандер-Е» були успішно використані російськими військовими в Сирії. Також російське міноборони поширило відео застосування комплексу «Іскандер-К» в Сирії, на якому було показано, зокрема, удар двома ракетами по лікарні в місті Азаз в середині лютого 2016 року.
15 березня 2021 року неподалік міста Шуша в ході робіт з розмінування, які проводить Агентство по розмінуванню на звільненій території Нагірного Карабаху були знайдені уламки ракет 9М723 від ОТРК «Іскандер-М». Географічні координати знайдених уламків ракет: 39°45′38.10″ пн. ш. 46°44′33.90″ сх. д. / 39.7605833° пн. ш. 46.7427500° сх. д. та 39°45′27.80″ пн. ш. 46°45′25.80″ сх. д. / 39.7577222° пн. ш. 46.7571667° сх. д.. В азербайджанському інтернет-ресурсі Caliber.az зробили припущення, що ракету запустили з російської військової бази Гюмрі або іншого місця дислокації підрозділів збройних сил Росії у Вірменії.

### Російсько-українська війна (2014—)
За оцінками американських військових експертів, «Іскандер-М» використовуються для обстрілу території України. За даними Українського мілітарного порталу від початку вторгнення Росії в Україну 24 лютого 2022 року з території Республіки Білорусь щодня йдуть обстріли балістичними та крилатими ракетами ОТРК «Іскандер-М».
Імовірно, саме вони завдали ударів по українських аеродромах на самому початку вторгнення 24 лютого 2022 року, та атакували аеропорт у Житомирі 27 лютого 2022 року.
Водночас експерти відзначили, що деякі влучання були неточними або невідповідними, що вказує на невдалі запуски ракет «Іскандер-М» або використання застарілих ОТРК «Точка-У».
За повідомленнями військового керівництва України та ЗМІ ракети «Іскандер» російська армія застосовувала при обстрілах Києва та інших міст України.
В американському звіті говориться: «Нездатність Росії завдати комплексного удару по ключових українських об'єктах є несподіваним відривом від очікуваних російських операцій і, ймовірно, дозволила посилити українську оборону».
У ніч з 2 на 3 березня Київ було обстріляно ракетами P-500 (9М728) з комплексу «Іскандер». Декілька ракет були збиті засобами ППО.
9 березня балістичну ракету комплексу «Іскандер» було запущено в напрямі Краматорська. Ракету було збито українськими ППО, уламки впали на територію станції Шпичкине у смт Ясногірка. Як виявилось, ракета мала касетну бойову частину.

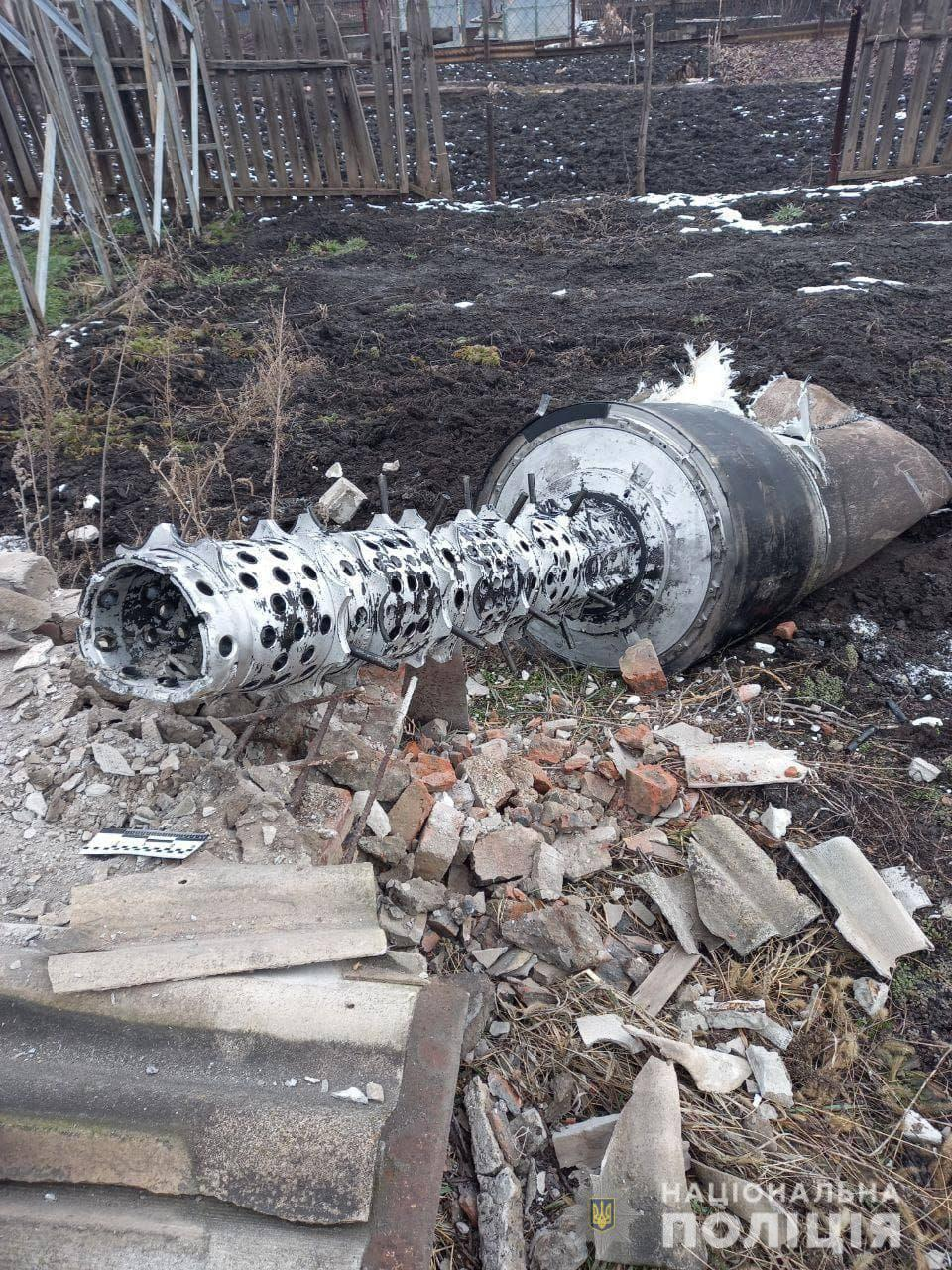
Уламки касетної бойової частини
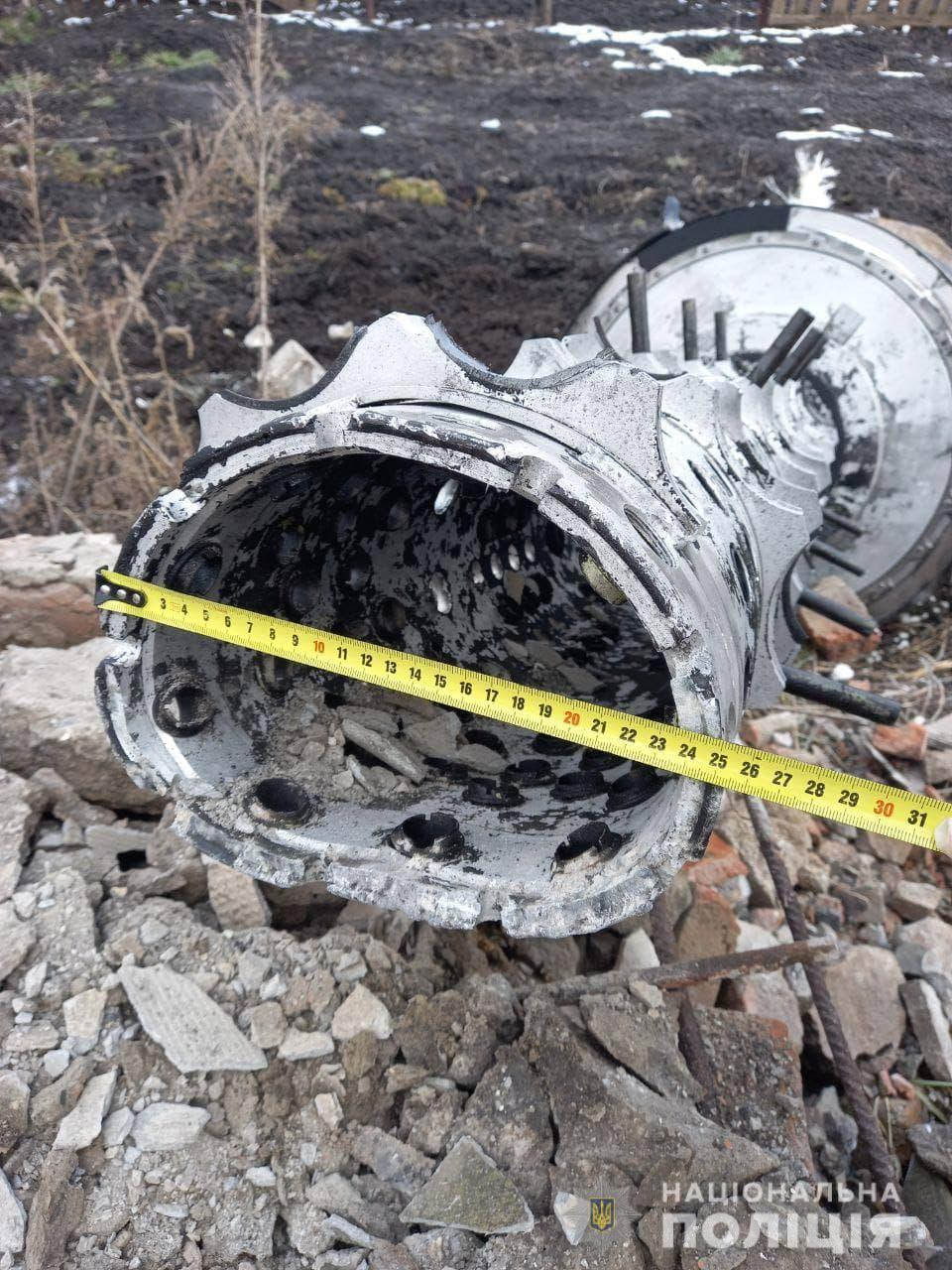
Приблизні розміри складових бойової частини
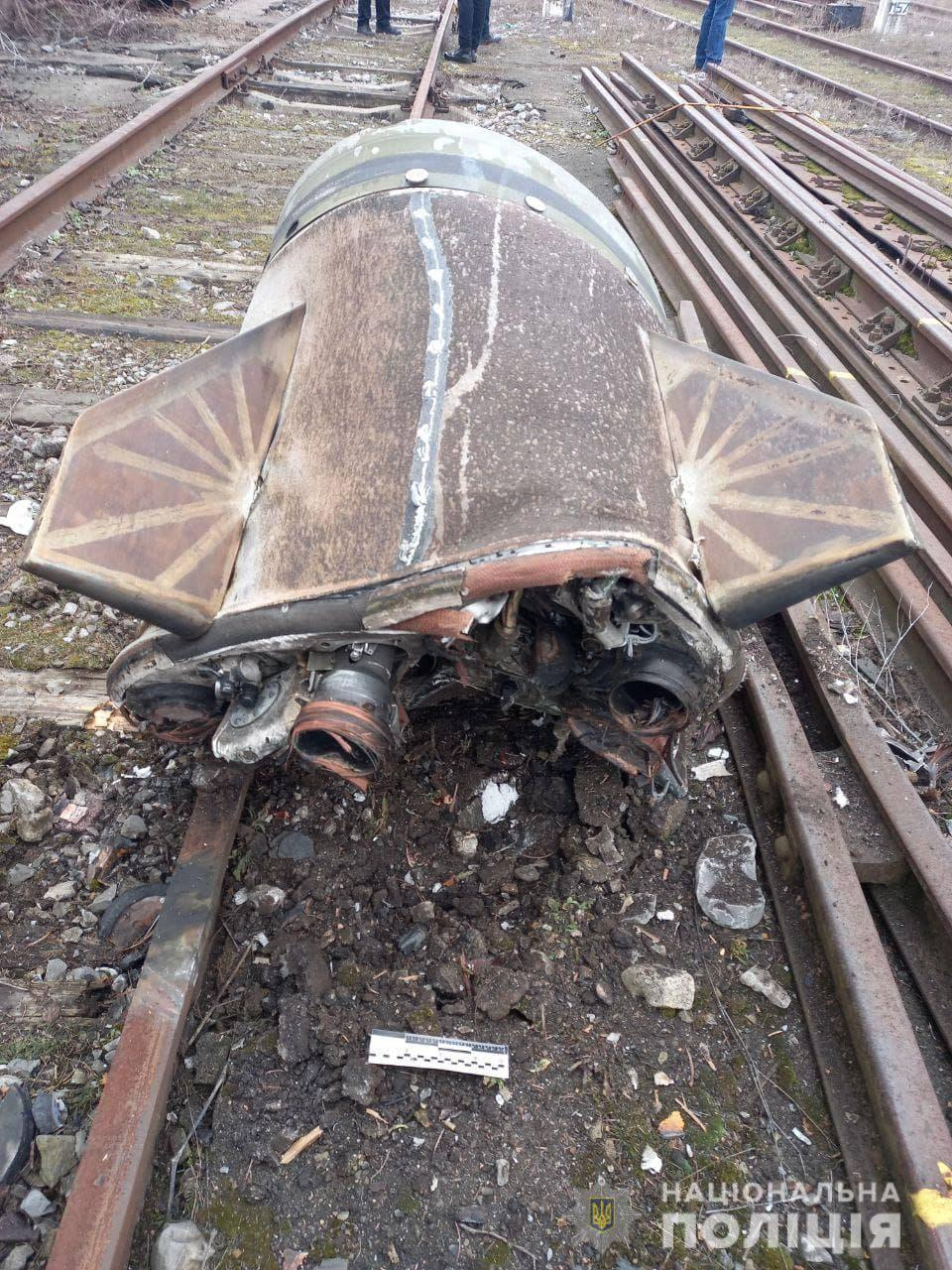
Частина збитої ракети
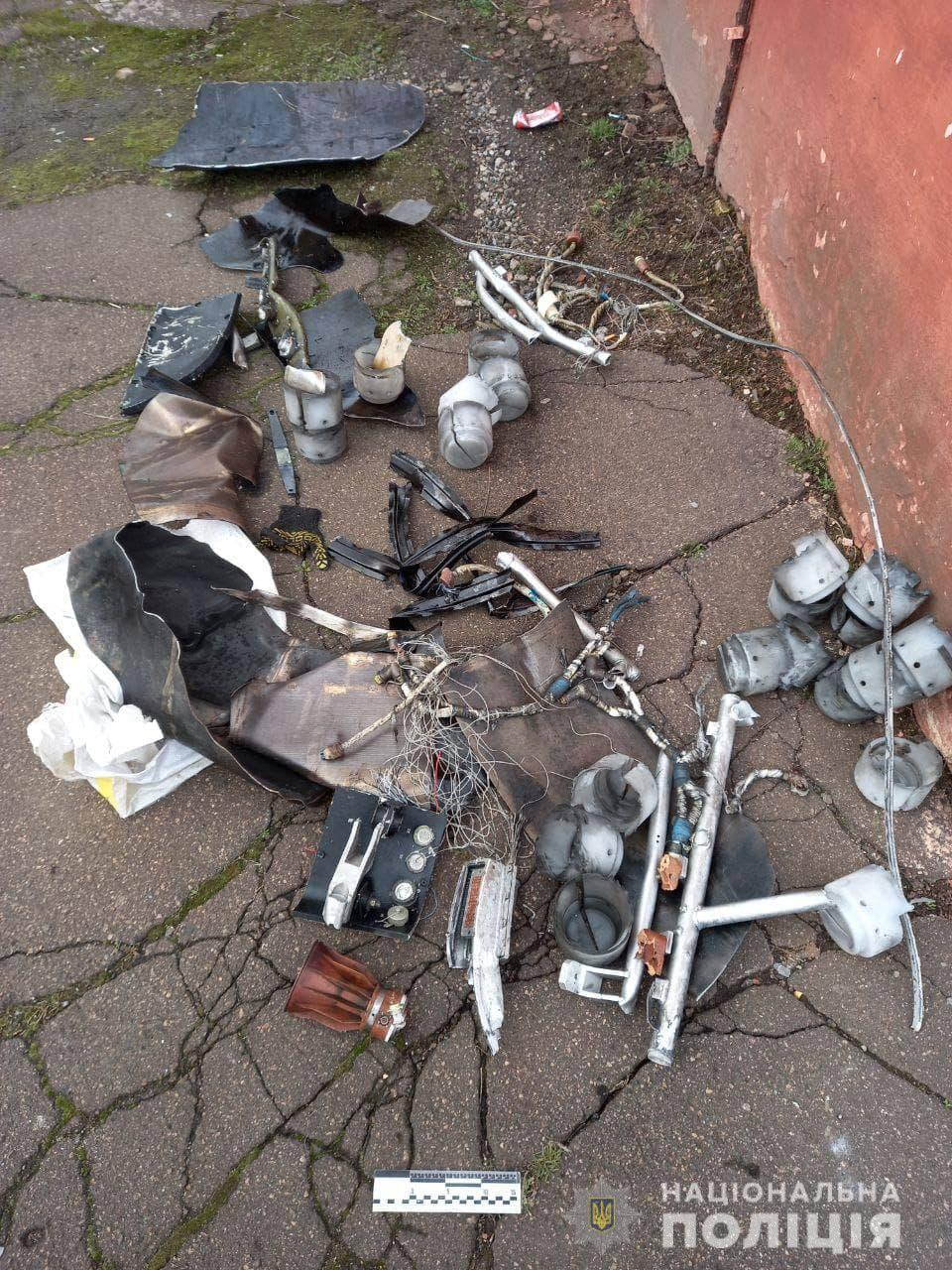
Серед уламків збитої над Краматорськом ракети присутній хвостовик пастки 9Б899

10 березня ЗСУ знищили дивізіон ОТРК «Іскандер-М» російських військ на Чернігівському напрямку. До складу дивізіону ОТРК «Іскандер» входять чотири пускові установки на вісім балістичних ракет.
14 березня війська РФ завдавали ударів по житлових масивах Харкова, у тому числі ракетними комплексами «Іскандер». За інформацією Штабу оборони, атакували із території росії.
За даними Українського мілітарного порталу лише протягом 24-30 березня з території Білорусі було здійснено 112 пусків балістичних та крилатих ракет ОТРК «Іскандер-М».
Найбільше обстрілів здійснюється з території довкола міста Хойники, значна частина пусків — з Мозирського району. Також зафіксовані обстріли з околиць Калінковичів, Пінського району та Наровлі.
29 березня 2022 ймовірно обстріл Хмельницької області вівся з території одного з покинутих аеродромів біля Великого Бору (52°03′16″ пн. ш. 29°56′28″ сх. д. / 52.05431307392589° пн. ш. 29.941101451460238° сх. д.).
Білоруський режим сприяє російським загарбникам в організації постачання ракет для ракетних підрозділів, що обстрілюють Україну. Доставлення ракет з території Росії відбувається за допомогою літаків Ан-124 до аеродрому в Мачулищах (Мінський район). Цю роботу виконують борти Повітряно-космічних сил РФ RA-82014, RA-82038, RA-82040. Далі ракети доставляються автомобільним транспортом у прикордонні з Україною райони.
Аналіз даних спостережень свідчить, що протягом 10-20 хвилин може відбуватися до 4 пусків. Протягом доби може відбуватися більше 20 пусків.
З лютого до кінця травня 2022 року, за даними аналітиків Королівського Об'єднаного інституту оборонних досліджень (RUSI), зафіксовано понад 240 ракетних ударів 9М723 та 9М728 по 160 об'єктах. 
Вранці 27 травня 2022 року крилата ракета комплексу «Іскандер-К», випущена з Ростовської області, влучила в казарму Національної гвардії України на території Дніпропетровської області. Загинуло близько 10 людей. Близько 30-35 людей поранені. Більшість особового складу було розосереджено по території області. Іще дві ракети в ціль не влучили.
Вночі 28 травня 2022 року російські окупанти вдарили ракетами по місту Мерефа на Харківщині та зруйнували сонячну електростанцію. Вона була збудована на колишньому сміттєзвалищі за кредитні гроші та встигла пропрацювати лише півтора року. Через влучення ракет «Іскандер» на території електростанції утворилися вирви шість метрів завглибшки та 11 метрів діаметром. Вона повністю виведена з ладу, панелі та трансформатори вціліли лише частково. По станції стріляли з боку російського Білгорода.

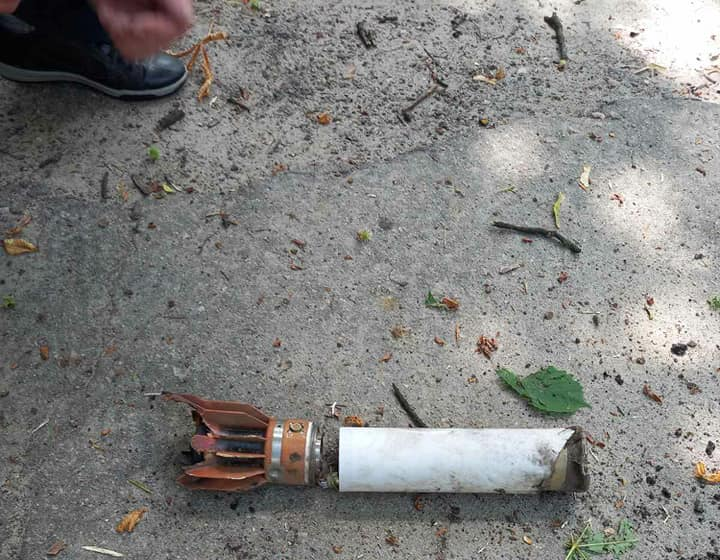
Теплова пастка 9Б899, знайдена на місті обстрілу Індустріального району Харкова, 18 червня 2022 року

Вночі з 30 на 31 травня окупанти завдали удар по місту Слов'янськ Донецької області. Внаслідок обстрілів пошкоджено 7 багатоповерхівок та школа. Відомо про трьох загиблих та шістьох поранених.
Російські військові вдень 18 червня 2022 року обстріляли Харків. Під удар потрапила промислова зона міста. На місці обстрілу була виявлена теплова пастка (обманна ціль) 9Б899 від балістичної ракети комплексу «Іскандер».
23 серпня 2022 року ракетним ударом було зруйновано та пошкоджено 1 дім у Дніпрі. Постраждалих та загиблих немає.
16 вересня 2022 року, близько 14:00, підрозділи ППО ПвК «Схід» на Дніпропетровщині знищили три крилаті ракети «Іскандер-К».
5 жовтня 2023 року ракета «Іскандер» влучила у кафе-магазин в селі Гроза Куп'янського району Харківської області. Загинули 59 людей (серед них — 8-річний хлопчик).
25 листопада 2024 року російська армія скоїла черговий воєнний злочин в м. Одеса. Унаслідок удару ракетою «Іскандер-М» поранення отримали 11 людей. Також пошкоджень зазнала цивільна інфраструктура у середмісті.
4 квітня 2025 року російська армія скоїла черговий воєнний злочин в м. Кривий Ріг. Удар прийшовся по жвавому району міста, де поруч розташовані кафе, школа, житлові будинки, дитячий майданчик. Загинули 18 людей, серед них 9 дітей, понад 70 людей постраждали, 40 із них доставили до лікарні. За словами Президента України, Володимира Зеленського, терористична атака була здійснена ракетою «Іскандер» з касетним зарядом. Пуск здійснювався з району Таганрога (РФ).
13 квітня 2025 року російська армія скоїла черговий воєнний злочин в м. Суми. Російські загарбники вдарили двома балістичними ракетами типу Іскандер-М/KN-23 по центру міста. Внаслідок ракетного удару загинуло 35 осіб, з них дві дитини. Також постраждали 84 особи, з них 10 дітей. За повідомленням начальника ГУР Міністерства оборони України Кирила Буданова, злочинний удар завдали російські розрахунки 112-ї та 448-ї ракетних бригад з території Воронєжської (н. п. Ліскі) та Курської (н. п. Лєженькі) областей держави-агресора відповідно.

## Втрати під час вторгнення в Україну
| № | Дата               | Місце                                  | Коментар |
| - | ------------------ | -------------------------------------- | --- |
| 1 | 5 червня 2025 року | Хутор Овсеенков, Брянська область (РФ) | Збройні Сили України, у взаємодії зі Службою безпеки України та іншими складовими сил оборони, завдали ракетного удару по району зосередження 26 ракетної бригади російських військ, в районі міста Клинці Брянської області РФ, ворог намагався завдати удару по одному з українських населених пунктів. Завдяки ефективній дорозвідці та у результаті злагодженої роботи підрозділів цілі успішно уражено. Одна російська ракетна пускова установка здетонувала, та дві – з великою ймовірністю зазнали пошкоджень. 22 червня осінтерам вдалося встановити особи двох російських військових, які були ліквідовані під час удару по оперативно-тактичному ракетному комплексу зі складу 26-ї ракетної бригади. Згідно з оприлюдненими даними, під час атаки на ОТРК «Іскандер» у Брянській області загинули щонайменше 8 російських військових, ще 5 отримали поранення. |

## Оператори
- Росія — 162 комплексів «Іскандер-М» на озброєнні, станом на 2024 рік[90].
  - 26-та ракетна бригада (м. Луга, ЗВО) — переозброєння бригади розпочате в 2010 році постачанням 6 комплексів (ПУ), в 2011 році завершене формування першої бригади (12 ПУ)[91][92];
  - 107-ма ракетна бригада (м. Біробіджан, СВО) — повністю переозброєна 28 червня 2013 року (12 ПУ)[9];
  - 1-ша ракетна бригада (м. Краснодар, ПдВО) — передача техніки відбулась 14 листопада 2013 року (12 ПУ)[9];
  - 112-та окрема гвардійська ракетна бригада (м. Шуя, ЗВО) — передача техніки відбулась 8 липня 2014 року (12 ПУ);
  - 92-га окрема ракетна бригада (м. Оренбург, ЦВО) — передача техніки відбулась 19 листопада 2014 року (12 ПУ)[93];
  - 103-тя окрема ракетна бригада (м. Улан-Уде, СВО) — передача техніки відбулась 17 липня 2015 року (12 ПУ)[94];
  - 12-та окрема ракетна бригада (м. Моздок, ПдВО) — передача техніки відбулась 18 листопада 2015 року (12 ПУ)
  - 20-та гвардійська ракетна бригада (м. Уссурійськ, СВО) — передача техніки відбулась 24 липня 2016 року (12 ПУ)[95]
  - 119-та окрема ракетна бригада (смт. Єланський, ЦВО) — передача техніки відбулась 11 листопада 2016 року (12 ПУ)
  - 3-тя окрема ракетна бригада (пмт. Горний/Чита 46, СВО) — передача техніки відбулась 9 червня 2017 року (12 ПУ)[96]
  - Ракетні війська та артилерія ЗС Росії мають бути повністю переозброєні комплексами «Іскандер-М» до 2020 року[97].
  - 152-га гв. ракетна бригада (Черняховськ, 11 АК) — передача техніки відбулась 5 лютого 2018 року (12 ПУ)[98]
  - 448-ма ракетна бригада (м. Курськ, 20 ЗВА, ЗВО) — передача техніки відбулась 22 листопада 2019 року[99]
  - 47-ма ракетна бригада (ст. Дядьковська, 8 ЗВА, ПдВО) — передача техніки відбулась 20 січня 2022 року (12 ПУ)[100]
- Алжир — 12+ ПУ «Іскандер-Е» та 75 ракет 9М723 на озброєнні, станом на 2024 рік[101][102].
- Білорусь — 4 ПУ «Іскандер-Е» комплекси отримані в лютому 2023 року[103]. 25 ракет 9М723, станом на 2023 рік[102].
- Вірменія — 4 ПУ «Іскандер-Е» на озброєнні, станом на 2024 рік[104]. Перша країна-оператор ОТРК «Іскандер» окрім Росії, отримала в 2016 році.

### Білорусь
В лютому 2022 року Олександр Лукашенко повідомив, що Білорусь попросить Росію створити навчальний центр для освоєння російських оперативно-тактичних ракетних комплексів «Іскандер». Раніше він заявляв, що йому потрібні кілька дивізіонів російських ракетних комплексів «Іскандер» на кордоні з Україною та на західному напрямку. Також він розраховує отримати від Росії власне самі комплекси.
В лютому 2023 року міністерство оборони Білорусі продемонструвало свої комплекси «Іскандер-К» та «Іскандер-М» та заявило про початок «самостійного використання». При чому, на основі поширених фото та відео, є підстави стверджувати, що Білорусь отримала не нові комплекси, а які вже були у використанні російських військових та з яких були здійснені бойові пуски по Україні.